# 柚木馨
柚木 馨（ゆのき かおる、1902年4月9日 - 1965年11月19日）は、日本の法学者。専門は民法。学位は、法学博士（立命館大学・論文博士・1950年）（学位論文「ローマ法における売主瑕疵担保責任研究」）。第4代神戸大学学長。叙正三位、旭日重光章追贈。京都府加佐郡舞鶴町（現・舞鶴市）生まれ（本籍は鹿児島県）。弟子に、高木多喜男らがいる。

## 経歴
1919年（大正8年）、京都府立京都第一中学校（現・京都府立洛北高等学校・附属中学校）を卒業して第三高等学校に進み、1922年（大正11年）に文科甲類を卒業後、京都帝国大学に進学。1925年（大正14年）京都帝国大学法学部法律科を卒業するとともに同大学助手に就任した。
1927年（昭和2年）3月、神戸高等商業学校（現・神戸大学）講師嘱託となり、同年12月に教授に就任する。直後に民法研究のため、1930年（昭和5年）3月までドイツに留学し、イタリアやアメリカにも滞在した。この間、1929年（昭和4年）に神戸高等商業学校が神戸商業大学に昇格すると、同大学の附属商学専門部教授となる。
帰国後の1930年、神戸商業大学助教授を兼務。1935年（昭和10年）に神戸商業大学教授に昇格する。
1940年（昭和15年）3月、神戸商業大学を辞職する形で満州国の新京法政大学教授に転任する。このときは同僚などから強い慰留があったが、柚木はそれを振り切る形で満州に渡る。しかし、1945年（昭和20年）の満洲国消滅に伴い、自然退任となった。
帰国後の1946年（昭和21年）、神戸経済大学（1944年に神戸商業大学より改称）附属経営学専門部講師嘱託として復帰。1947年（昭和22年）神戸経済大学教授となる。1949年の新制神戸大学発足に伴い、新旧両大学の教授を兼務。
1950年（昭和25年）「ローマ法における売主瑕疵担保責任研究」で立命館大学より法学博士の学位を取得。
1953年（昭和28年）神戸大学教授（神戸経済大学との兼務を外れる）。1954年には胃潰瘍により手術で胃の大半を切除した。
1963年（昭和38年）、神戸大学学長に就任。学長在任中は、医学を含む自然科学系を持つ総合大学化、校地の灘区への一本化への道筋を付ける。全学部への大学院博士課程設置を悲願としたが、当時の文部省からは冷淡な対応を受け、1965年（昭和40年）の開学記念式典では文部省に対する苦言を含む異例の式辞を読み上げた。しかし柚木はすでに病を発しており、同年11月19日に学長在任のまま兵庫県立神戸医科大学附属病院（現・神戸大学医学部附属病院）で、肝不全閉塞性黄疸により死去した。没後の12月4日に、神戸大学講堂で大学葬が営まれた。
没後、正三位に叙され、旭日重光章を追贈されている。

## 著書

### 単著
- 『判例物権法総論』巌松堂書店、1934年
- 『判例物権法各論』巌松堂書店、1936年
- 『民法概要』巌松堂書店、1936年
- 『民法総則』有斐閣、1937年
- 『債務法』有斐閣、1938年
- 『満州国民法総論』有斐閣、1940年
- 『物権法』真日本社、1948年
- 『民法概論――債権法各論』協和図書出版、1948年
- 『親族法』有斐閣、1950年
- 『判例債権法総論（上・下）』有斐閣、1950年／第2版、1952年／補訂版、1971年
- 『判例民法総論（上・下）』有斐閣、1951年-1952年
- 『判例相続法論』有斐閣、1953年
- 『担保物権法』有斐閣、1958年／新版, 1973年／第3版, 1982年
- 『民法（上・下）』青林書院、1959年／改訂版, 1964年
- 『担保物権法』有斐閣、1960年
- 『売主瑕疵担保責任の研究』有斐閣、1963年

### 共著
- （近藤英吉との共著）『註釈日本民法』巌松堂書店、1934年

### 編著
- 『最高裁判所民法判例要録』有斐閣、1958年
- 『抵当権・譲渡担保』有斐閣、1965年／改訂版、1972年／増補再訂版、1982年
- 『贈与・売買・交換』有斐閣、1966年

### 共編著
- （谷口知平・加藤一郎との共編著）『判例演習――民法 (1-5)』有斐閣、1963年-1964年／増補版、1973年